# Footters
Footters es una plataforma de streaming española dedicada al mundo del fútbol, ofreciendo transmisiones de eventos en vivo y bajo demanda. Comenzó sus emisiones en noviembre de 2017 y opera en España y México.

## Derechos de emisión
- Copa del Rey
- Copa RFEF
- Primera Iberdrola
- Reto Iberdrola
- Copa de la Reina
- Primera RFEF Futsal (Solo equipos que han llegado a un acuerdo con la plataforma)[3]
- Champions League (Solo rondas previas de equipos de Gibraltar)
- Serie BKT[4]

## Controversias

### Conflicto por la explotación de los derechos televisivos de la Primera RFEF
En el año 2022 Footters y una empresa audiovisual luxemburguesa, Fuch Sports, tuvieron un conflicto de intereses por la retransmisión de la Primera RFEF. El 9 de marzo de 2022 La compañía luxemburguesa Fuchs Sports, que se adjudicó los derechos televisivos de la Primera RFEF para las próximas tres campañas anunció que Footters (hasta ese entonces socia de Fuch Sports) dejaría de retransmitir los encuentros y que pasarían a ofrecerse en su propia web de forma gratuita en lo que resta de la temporada, además Fuchs decidió retirarle la señal a la plataforma española. Ante esto Footters anunció que tomaría medidas legales contra Fuchs Sports por el apagón sufrido calificando la decisión de Fuchs como "injustificada". El viernes 18 de marzo el juzgado de Primera Instancia notificó oficialmente su decisión de estimar las medidas cautelarísimas que la plataforma española había interpuesto, obligando a Fuchs Sports a devolver con urgencia la señal de estos encuentros para que se emitan exclusivamente en Footters, sin embargo, esa decisión judicial no fue respetada por la compañía luxemburguesa alegando que no tenían conocimiento oficial de la misma. Ante esto el miércoles 23 de marzo la productora ATM Broadcast encargada de la señal le comunicó a Footters que acataría la medida puesta por el juzgado y que le devolvería la señal que permite a la plataforma emitir los encuentros de la Primera RFEF a partir del próximo fin de semana, en el que se disputaría la vigésimo novena jornada. Finalmente Footters recuperó la emisión de los partidos de la Primera RFEF aunque anunciaría nuevas medidas judiciales contra Fuchs Sport debido a que nuevamente la compañía luxemburguesa ofreció los partidos adelantados a la vigésimo novena jornada y de manera gratuita quitándole la exclusividad en territorio nacional a Footters y que el juez ordenó respetar. El 3 de junio de 2022 Fuch Sports saco un comunicado rompiendo nuevamente con Footters y afirmando haber llegado a un acuerdo con la plataforma GO&GOTV para la transmisión del desenlace de la Primera RFEF,  Footters acusó a Fuch de volver a pasar por alto la medida judicial. Debido al conflicto existente entre Fuch y Footters la Primera RFEF decidió rescindir el contrato que tenía con Fuch Sports a través de un comunicado y abrir un concurso para las tres siguientes temporadas (hasta la temporada 2024-2025), dejando en consecuencia a Fuch y Footters sin posibilidad de transmitir la Primera RFEF. Finalizado el conflicto y tras no haber podido ganar el concurso para la transmisión de la Primera RFEF, Footters expreso en sus redes sociales un agradecimiento a todos sus clientes por haber confiado en ellos, sin embargo, no emitió ningún tipo de aclaración o información respecto a qué ocurrirá con aquellos abonados que fueron gravemente perjudicados durante el conflicto que mantuvo con Fuchs, quienes reclamaban el reintegro de su dinero. En la mayoría de los casos a los abonados no se les reintegró el dinero o simplemente se les reintegró una pequeña parte mientras Footters mantenía su conflicto con Fuchs.